# Kája Saudek
Pour les articles homonymes, voir Saudek.
Kája Saudek (né le 13 mai 1935 à Prague, et mort le 26 juin 2015) est un auteur de bande dessinée et peintre tchèque.

## Biographie

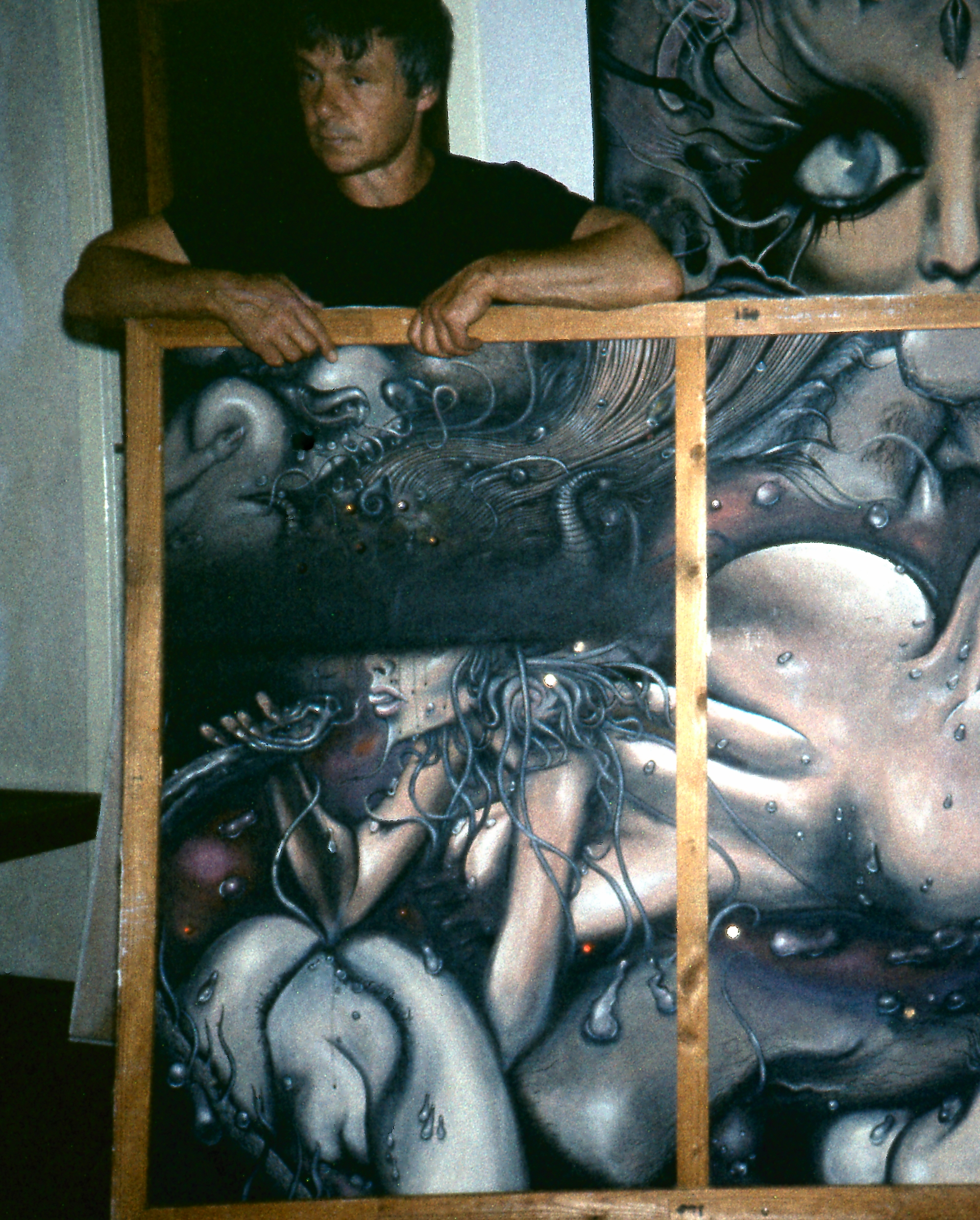
Saudek dans son atelier dans les années 1980.

Kája Saudek naît à Prague. Il fut initié aux bandes dessinées américaines lorsqu'il était enfant. Dans les années 1950, il devient dessinateur technique et décorateur aux studios de cinéma Barrandov.
Le film de Václav Vorlíček Qui veut tuer Jessie ? sorti en 1966, mélange les prises de vue réelles et l’animation utilisant des illustrations de Kája Saudek. Au début des années 1970, il gagne sa vie pendant plusieurs années en dessinant des feuilletons pour le magazine Mladý svět. Pendant deux ans, la série Lips Tulian a été publiée à partir de romans d'aventures du XIXe siècle (elle a été interrompue en raison de la censure), et pendant deux autres années, la série était basée sur des livrets d'opéra (la série caricaturait des chanteurs de musique populaire, certains - en particulier Karel Gott - ont protesté contre cela). Après cela, les bandes dessinées de Mladý svět ont été annulées. En 1971, il collabore également au film Quatre meurtres suffisent, chérie. Entre 1976 et 1978, Saudek a également dessiné une bande dessinée pour le magazine Pionýrská stezka basée sur la série Trente cas du major Zeman – les cinq parties dessinées, ainsi qu'une nouvelle (Le dernier cas du major Zeman, écrite par Jan Reinisch d'après le roman de Jiří Procházka Crime au château), ont été publiées en 1999 sous le titre Major Zeman et ses 6 cas. Saudek a ensuite illustré régulièrement la rubrique « Cercle olympique » dans Pionýrská stezka. Au cours de la 5e année, il a créé toutes les pages de couverture du magazine.
Frère jumeau de l'artiste Jan Saudek, c'est la figure dominante de la bande dessinée tchèque dans la seconde moitié du XXe siècle. Ses histoires Muriel a andělé (1969), Lips Tullian (1972-1985) et Arnal a dva dračí zuby (1988) figurent parmi les plus grandes réussites de la bande dessinée nationale.
Il est décédé le 25 juin 2015, à l'âge de 80 ans. Il est enterré au cimetière de Vyšehrad.

### Documentation
- Tomáš Prokupek, « La bédé tchèque idéale », dans Alternatives internationales n°60, septembre 32013, p. 68-69.